# Lado Leskovar
Vladimir Leskovar, slovenski pevec zabavne glasbe, * 23. marec 1942, Ljubljana.
Lado Leskovar je posnel več kot 300 popevk in šansonov. Igral je tudi v nekaterih slovenskih  in tujih filmih ter gledaliških predstavah. Po končani nižji gimnaziji se je vpisal na Pomorsko srednjo šolo v Piranu, kjer je maturiral leta 1961. Svojo prvo glasbeno nagrado je osvojil leta 1963 na Slovenski popevki na Bledu s pesmijo Malokdaj se srečava. Leta 1967 je s pesmijo Vse rože sveta zastopal Jugoslavijo na tekmovanju za Pesem Evrovizije na Dunaju. Kot novinar in urednik je deloval na RTV Slovenija. Od leta 1998 je slovenski ambasador Unicefa.
Leta 2008 je pod okriljem stranke Zares kandidiral za poslanca v državnem zboru, deset let kasneje (2018 ) pa je pod okriljem stranke Desus kandidiral za poslanca v državnem zboru.

## Nastopi na glasbenih festivalih

### Slovenska popevka
| Leto | Pesem                                     | Nagrade                      |
| ---- | ----------------------------------------- | ---------------------------- |
| 1963 | Malokdaj se srečava (Beti Jurković)       | 1. nagrada občinstva         |
| 1963 | Nikar se mi ne smej (Franc Babič)         | —                            |
| 1963 | Vrtiljak (Nino Robič)                     | —                            |
| 1964 | Poslednja postaja (Nino Robič)            | —                            |
| 1964 | Verujem v pravljice (Beti Jurković)       | 2. nagrada občinstva         |
| 1965 | Marec                                     | —                            |
| 1965 | Nebo                                      | —                            |
| 1966 | Balada o nekem upanju                     | —                            |
| 1966 | Čakam preteklost                          | —                            |
| 1968 | Vse je bežno                              | —                            |
| 1968 | Zgodba o puški št. 503                    | —                            |
| 1969 | Tanja                                     | —                            |
| 1971 | Poraz                                     | 2. nagrada strokovne žirije  |
| 1972 | Špela                                     | —                            |
| 1973 | Zakaj                                     | 2. nagrada mednarodne žirije |
| 1974 | Tvoje roke                                | —                            |
| 1975 | Kadar boš odšla                           | —                            |
| 1976 | Sanjavo dekle                             | —                            |
| 1998 | Najin stari tango (& Nina Vipotnik Rampe) | 10. mesto                    |
| 2008 | Umetnica ljubezni                         | 11. mesto                    |

Dnevi slovenske zabavne glasbe – pesmi svobodnih oblik/šansoni
- 1977: Dva
- 1979: Črna plesalka
- 1980: Zlati plevel (& Džejbi)

### Jugoslovanski izbor za Pesem Evrovizije
| Leto | Pesem           | TV-center |
| ---- | --------------- | --------- |
| 1965 | Vetar s planine | Beograd   |
| 1965 | Sonata          | Zagreb    |
| 1966 | Tvoj osmeh      | Beograd   |
| 1967 | Vse rože sveta  | Ljubljana |

### Pesem Evrovizije
- 1967: Vse rože sveta — 8. mesto (7 točk)

### Vesela jesen/Festival narečnih popevk
- 1970: Dobri pajdaši — nagrada za najboljšo narečno popevko
- 1971: Še en gvažek — zlati klopotec
- 1987: Ka si za svejt dobroga dau
- 1990: Kavarna Astoria
- 1991: Glažek vinčka — 1. nagrada strokovne žirije
- 2002: Optimist

### Melodije morja in sonca
- 1978: Svetilnik (J. Klemenčič - A. Papler - Milan Ferlež) — nagrada strokovne žirije za najboljšo interpretacijo
- 1982: Deklica Tina
- 1983: Prijatelja
- 1985: Zgodba št. N

- Albumi
- Bil sem mlajši kakor ti (1963)
- Memfis Tenesi (1966)
- Vse rože sveta (1967)
- Čestitke (1968)
- Hej brigade (1969)